# Julius Lieban
Julius Lieban   (Břeclav, 19 de febrer de 1858 - Berlín, 1 de febrer de 1940) fou cantant d'òpera (tenor), compositor i violinista alemany.
A Berlín estudià cant amb el mestre Gunzbacher i representà en el teatre Municipal de Leipzig, passant més tard a l'Òpera Còmica de Viena. Quan Angel Neumann organitzà el 1881 el Teatre Richard Wagner va contar amb Lieban com el més genial intèrpret mímic de les obres d'aquell compositor. El 1882 entrà en l'Òpera de Berlín, destacant-se en els papers de bufó i còmics. Fou així mateix notable per la virtuositat que mostrà com a cantant.
Es distingí així mateix, encara que menor grau, com a compositor i violinista.